# Roberto Roversi
 (mai 2020).
Si vous disposez d'ouvrages ou d'articles de référence ou si vous connaissez des sites web de qualité traitant du thème abordé ici, merci de compléter l'article en donnant les références utiles à sa vérifiabilité et en les liant à la section « Notes et références ».
Pour les articles homonymes, voir Roversi.
Roberto Roversi est un écrivain, poète, libraire et journaliste italien, né à Bologne le 28 janvier 1923 et mort dans la même ville le 14 septembre 2012.

## Biographie
À l'âge de vingt ans il devient partisan en Piémont et combat pour la Résistance italienne.
Personnalité atypique parmi les intellectuels du XXe siècle, au milieu des années 1960 il arrête de se faire publier par de grands éditeurs, se limitant exclusivement à des photocopies librement distribuées et collaborant avec des petits magazines.
Depuis 1948 il est libraire de la Libreria Palmaverde de Bologne.
En 1955 il fonde, avec ses amis Pier Paolo Pasolini et Francesco Leonetti, le magazine Officina.
En 1961 il lance une nouvelle revue,
Rendiconti. Il est encore rédacteur en chef des deux.
Il est aussi directeur du journal communiste Lotta Continua.
Il a écrit trente des chansons de trois albums de Lucio Dalla, ainsi que d'autres pour le groupe Stadio.

## Ouvrages
- 1954 - Poesie per l'amatore di stampe, à charge de Leonardo Sciascia (poésie).
- 1959 - Caccia all'uomo (roman) - Mondadori.
- 1962 - Dopo Campoformio (poésie) - Einaudi.
- 1964 - Registrazione di eventi (roman) - Rizzoli.
- 1965 - Unterdenlinden (pièce de théâtre) - Piccolo Teatro de Milan.
- 1969 - Il Crack (pièce de théâtre) - Piccolo Teatro de Milan.
- 1970 - Le descrizioni in atto (poésie).
- 1971 - La macchina da guerra più formidabile (pièce de théâtre) - Centro Universitario Teatrale di Bari (CUT).
- 1976 - I diecimila cavalli (roman) - Editori Riuniti.
- 1982 - Girotondo (pièce de théâtre) - Teatro della Pergola de Florence.
- 1985 - Trenta poesie di Ulisse dentro al cavallo di legno (poésie).
- 1995 - L'Italia sepolta sotto la neve (poésie).
- 1998 - Enzo Re (pièce de théâtre) - Université de Bologne.
- 2006 - Unterdenlinden, Il Crack, La macchina da guerra più formidabile (réédition chez Edizioni Pendragon)
- 2006 - La macchia d'inchiostro (pièce de théâtre) - Edizioni Pendragon